# Resultados do Carnaval de Brasília em 2010
Resultados do Carnaval de Brasília em 2010.

## Grupo Especial
| Escola     | Samba-Enredo | Samba-Enredo | Enredo | Enredo | Conjunto & Evolução | Conjunto & Evolução | Alegorias & Adereços | Alegorias & Adereços | Fantasias | Fantasias | Baianas | Baianas | Harmonia | Harmonia | Comissão de Frente | Comissão de Frente | Bateria | Bateria | Mestre-sala & Porta-Bandeira | Mestre-sala & Porta-Bandeira | Punição | Total |
| ---------- | ------------ | ------------ | ------ | ------ | ------------------- | ------------------- | -------------------- | -------------------- | --------- | --------- | ------- | ------- | -------- | -------- | ------------------ | ------------------ | ------- | ------- | ---------------------------- | ---------------------------- | ------- | ----- |
| Bola Preta | 10           | 9,8          | 10     | 10     | 10                  | 10                  | 10                   | 10                   | 10        | 9,7       | 10      | 10      | 9,5      | 10       | 10                 | 10                 | 9,8     | 8,8     | 9                            | 10                           |         | 196,6 |
| Aruremas   | 10           | 9,9          | 10     | 9      | 10                  | 10                  | 10                   | 10                   | 10        | 10        | 10      | 10      | 10       | 10       | 10                 | 10                 | 10      | 10      | 10                           | 10                           |         | 198,9 |
| Mocidade   | 10           | 9,4          | 10     | 7      | 9,9                 | 10                  | 10                   | 9                    | 10        | 8,5       | 10      | 10      | 9,5      | 10       | 10                 | 10                 | 10      | 9,7     | 10                           | 10                           |         | 193   |
| ARUC       | 10           | 10           | 10     | 10     | 10                  | 10                  | 10                   | 10                   | 10        | 10        | 10      | 10      | 10       | 10       | 10                 | 10                 | 10      | 10      | 10                           | 10                           |         | 200   |
| Águia      | 10           | 9,9          | 10     | 10     | 9,9                 | 10                  | 10                   | 10                   | 10        | 9,5       | 10      | 10      | 10       | 10       | 10                 | 10                 | 10      | 10      | 10                           | 9,9                          |         | 199,2 |
| Dragões    | 10           | 10           | 10     | 7      | 9,7                 | 10                  | 10                   | 8                    | 10        | 8,5       | 10      | 10      | 9        | 10       | 9                  | 10                 | 9,7     | 8       | 10                           | 10                           |         | 188,9 |

### Classificação
- 1º lugar - ARUC - 200 pontos
- 2º lugar - Águia Imperial de Ceilândia - 199,2 pontos
- 3º lugar - Bola Preta de Sobradinho - 198,9 pontos
- 4º lugar - Aruremas - 196,6 pontos
- 5º lugar - Mocidade do Gama - 193 pontos
- 6º lugar - Dragões de Samambia - 188,9 pontos

## Grupo de acesso I
- 1º lugar - Acadêmicos da Asa Norte
- 2º lugar - Acadêmicos de Santa Maria
- 3º lugar - Capela Imperial de Taguatinga
- 4º lugar - Unidos da Candanga
- 5º lugar - Unidos do Paranoa
- 6º lugar - Unidos do Riacho Fundo

## Grupo de Acesso II[3]
- 1º lugar - Mocidade de Valparaíso - 196,1 pontos
- 2º lugar - Império do Guará - 190,5 pontos
- 3º lugar - Projeto Colibri - 190,2 pontos
- 4º lugar - Unidos de Planaltina - 158,7 pontos

## Grupo de desfile amistoso
- - Desfilaram Gigantes da Colina, Unidos do Varjão e Gaviões da Fiel de Águas Claras, sem competir.